# Aoi Koga
Aoi Koga (古賀 葵, Koga Aoi, née le 24 août 1993) est une comédienne de doublage japonaise native de la préfecture de Saga affiliée à l'agence 81 Produce. Elle est connue pour ses rôles de Sora Kaneshiro dans Angel's 3Piece! (ja), Yuri Miyata dans Two Car (ja) et Kaguya Shinomiya dans Kaguya-sama: Love is War. Elle faisait également partie du groupe musical Baby's Breath avec les autres principaux membres de la distribution de Angel's 3Piece!.

## Biographie
Koga avait un intérêt pour l'anime depuis son enfance, regardant des séries telles que Cardcaptor Sakura et Ojamajo Doremi. Elle s'est d'abord intéressée au doublage après avoir regardé le programme de télévision Okaasan to Issho (ja) et s'est intéressée aux segments de marionnettes présentés dans l'émission. Cela lui a donné envie de « devenir amie avec des poupées » et, avec son intérêt pour les animes, l'a aidée à décider de poursuivre une carrière dans le divertissement.
Dans le but de devenir comédienne, Koga prendrait des cours de théâtre dans une école professionnelle de Fukuoka. À la suite de cela, elle s'est inscrite à l'école de formation de l'agence 81 Produce, devenant affiliée à eux une fois sa formation terminée. Son premier rôle crédité dans un anime était une femme dans Rokka no yūsha. En 2017, elle a été choisie pour le personnage de Sora Kaneshiro dans Angel's 3Piece! (ja) ; elle est également devenue partie du groupe Baby's Breath avec Yūko Ōno (ja) et Yurika Endō (ja), ses co-stars dans la série. Elle a ensuite été choisie pour le rôle de Yuri Miyata dans Two Car (ja), où elle a interprété la chanson du thème final de la série Angelica Wind avec sa co-star Aimi Tanaka (ja). En 2019, elle a joué le rôle de Kaguya Shinomiya dans Kaguya-sama: Love is War, pour lequel elle a remporté la meilleure actrice dans un rôle principal aux 14e édition des Seiyu Awards,.

## Filmographie
En gras, les rôles principaux :

### Séries télévisées d'animation
2015
- Jewelpet: Magical Change[10]
- Rokka no yūsha : Femme[3],[10]
- Owarimonogatari : Camarade de classe[10]
- Beautiful Bones : Mari[10]

2016
- Beyblade Burst : Momoko Ogi[10]
- JoJo's Bizarre Adventure: Diamond is Unbreakable : Akemi
- Aikatsu Stars! (ja) : Airi Amemiya, Umi Kaiyama, et Yuri Ashida[10]
- Kiznaiver : Élève[10]
- Shōnen Ashibe GO! GO! Goma-chan : Yumiko-chan[10]
- Sakamoto, pour vous servir ! : Lycéenne[10]
- Naria Girls (en) : Hanabi[10]

2017
- Beyblade Burst God : Honey Guten
- Angel's 3Piece! : Sora Kaneshiro[2]
- Two Car : Yuri Miyata[6]

2018
- Zombie Land Saga : Maria Amabuki[11]

2019
- Kaguya-sama: Love is War : Kaguya Shinomiya[7]
- Kōya no Kotobuki Hikōtai (en) : Betty[12]
- Fairy Gone : Chima[10]
- Demon Slayer: Kimetsu no Yaiba : Rokuta Kamado
- Wise Man's Grandchild : Christina Hayden[10]
- A Certain Scientific Accelerator : Naru[13]
- Cautious Hero: The Hero is Overpowered but Overly Cautious : Elulu[14]
- Kemono Michi: Rise Up : Ceris[15]

2020
- Asteroid in Love (en) : Sayuri Ibe[16]
- Kaguya-sama: Love is War? : Kaguya Shinomiya[7]
- A Certain Scientific Railgun T : Naru[17]
- Super HxEros : Chiya Hoya[18]

2021
- Yōjo Shachō (ja) : Nowani[19]
- How Not to Summon a Demon Lord Ω : Rose[20]
- Kyōkyoku shinka shita Full Dive RPG ga genjitsu yorimo Kuso-Ge dattara (ja) : Kaede Yūki[21]
- Komi Can't Communicate : Shouko Komi[22]
- Bokutachi no Remake: Aki Shino
- My Senpai is Annoying : Mona Tsukishiro

2022
- Kaguya-sama -Ultra Romantic- : Kaguya Shinomiya
- Princess Principal : Crown Handler 2 "Revealing Reviews" : Ange le Carré
- Komi Can't Communicate 2 : Shouko Komi
- Yuusha Party wo Tsuihou Sareta Beast Tamer, Saikyoushu no Nekomimi Shoujo to Deau : Mina

2023
- Hirogaru Sky! Precure : Ellee / Cure Majesty
- Girlfriend, Girlfriend : Risa Hoshizaki
- 16bit Sensation: Another Layer : Konoha Akisato

### Films d'animation
2021
- Princess Principal: Crown Handler : Ange[23]

2022
- Kaguya-sama -The First Kiss That Never Ends- : Kaguya Shinomiya

### Films live-action
2019
- Kaguya-sama: Love is War en tant qu'Employée de cinéma

### Doublage
2020
- Thomas et ses amis : Gabriela et Darcy

### Spots publicitaires
- Toyota Raize : Luna[24]

### Jeux vidéo
2019
- Honkai Impact 3rd (en) : Rozaliya Olenyeva
- Dragalia Lost (en) : Catherine

2020
- Genshin Impact : Paimon[25]
- Granblue Fantasy : Mireille
- Dead or Alive Xtreme Venus Vacation : Lobelia